# Amanka Lake
Der Amanka Lake ist ein See im Togiak National Wildlife Refuge im Südwesten von Alaska, 42 km westlich von Dillingham.
Der 33 km² große See liegt auf einer Höhe von 12 m im Süden der Wood River Mountains. Der 15 km lange See bildet einen Halbkreis an der Nordseite des 681 m hohen Sugtutlik Peak. Den Hauptzufluss bildet der Ongoke River, in dessen Einzugsgebiet der Ualik Lake liegt. Der Igushik River entwässert den See an dessen Südwestende nach Süden zur Nushagak Bay. 12 km südöstlich des Sees liegt die Ortschaft Manokotak am Ufer des Igushik River.
Im Sommer ist der See und dessen Zuflüsse das Ziel von Rotlachsen, die den Igushik River zu ihren Laichplätzen hinaufschwimmen.